# Przypadkowy pasażer
Przypadkowy pasażer – amerykański thriller z 1998 roku.

## Główne role
- Jamie Kennedy - Jim Banks
- Michael McKean - Willie
- James LeGros - Hunter
- William Forsythe - Charles Duprey
- Elizabeth Peňa - Zena
- Nancy Allen - Shirley Duprey